# Remigia megas
Remigia megas là một loài bướm đêm trong họ Erebidae.